# Class 70
De Class 70, ook wel PowerHaul genoemd, is een locomotief met dieselelektrische aandrijving, gebruikt voor het trekken van goederentreinen voor de Freightliner Group Limited gebouwd door General Electric.

## Geschiedenis
Freightliner en General Electric kondigden op 26 november 2007 het project Genesis aan, een locomotief met als basis de Genesis GE serie gebouwd voor Amtrak. Dit is een ontwerp van een nieuw type locomotief die aan het Britse profiel werd aangepast.
Deze locomotieven zijn de eerste voor de Europese markt vervaardigde GE locomotieven. Eerder werden in samenwerking met GE de Adtranz de Blue Tiger locomotieven gebouwd. Eind 2008 tekende GE een overeenkomst met Tulomsas, een Turkse fabrikant van locomotieven en rollend materieel. De variant voor het Europese vasteland (met o.a. een aangepast omgrenzingsprofiel) zullen in Turkije worden geassembleerd.

## Constructie en techniek
De locomotieven komen voort uit "Project Genesis" van vrachtvervoerder Freightliner en fabrikant GE, met als doel om machines te ontwikkelen en/of aan te schaffen die met minder brandstof dezelfde of betere prestaties moesten hebben als oudere types (o.a. Class 66). Er werd een efficiëntiewinst van 7% verwacht, met nog eens 3% extra dankzij de mogelijkheid om regeneratief te remmen en de opgewekte stroom te gebruiken voor het hulpbedrijf (ventilatoren e.d.).
De locomotief is voorzien van een GE PowerHaul P616 dieselmotor met een vermogen van ~ 3700 pk. Deze motor is gebaseerd op de J616 Jenbacher motor, van de Oostenrijkse Jenbacher Werke (JW) die in de GE fabriek in Grove City, Pennsylvania, VS worden gebouwd.